# 켈빈-헬름홀츠 기작
켈빈-헬름홀츠 기작(Kelvin–Helmholtz 機作)은 항성이나 행성의 표면이 냉각될 때 일어나는 천문학적 과정이다. 냉각으로 압력이 낮아지고, 그 결과 항성이나 행성은 움츠러들게 된다. 이러한 압축은 결국 항성 또는 행성의 중심부를 가열한다. 이 기제는 중심 온도가 핵융합이 일어날 만큼 높지 않은 목성과 토성과 갈색 왜성에서 분명하게 일어난다. 이러한 기제로 목성은 태양으로부터 받는 것보다 더 많은 에너지를 방사한다.
켈빈-헬름홀츠 기작은 19세기 말 켈빈과 헬름홀츠이 태양의 에너지원을 설명하기 위해 제안했다. 19세기 중반 이전에 에너지 보존 법칙이 받아들여졌고, 이 물리적 법칙에 따라 태양이 계속 빛을 내려면 어떤 에너지원이 있어야만 했다. 핵반응이 알려져 있지 않았으므로, 태양 에너지의 주요 후보는 중력 수축이었다.
어쨌거나, 이러한 기제로 얻을 수 있는 에너지의 양은 태양을 단지 수백만 년을 빛나게 할 수 있을 뿐으로, 지질학·생물학적인 증거로 제시하는 지구의 나이인 수십억 년에는 도달하지 못하였다. (캘빈은 지구의 나이가 수십억 년이 아닌 수백만 년이라고 주장했다.) 태양 에너지의 진정한 원천은 1930년대에 한스 베테가 핵 융합임을 밝힐 때까지 불확실한 채로 남아 있었다.